# Jongdap állomás
Jongdap (Yongdap) állomás a szöuli metró 2-es vonalának egyik állomása Szongdong-ku (Seongdong-gu) kerületben.

## Viszonylatok
| 2-es vonal                         | 2-es vonal                 | 2-es vonal                              |
| ---------------------------------- | -------------------------- | --------------------------------------- |
| Szongszu (Seongsu) végállomás felé | Szongszu (Seongsu) szakasz | Sindap Sinszol-tong (Sinseol-dong) felé |